# باول كوين (لاعب دوري الرغبي)
باول كوين (بالإنجليزية: Paul Quinn)‏ هو لاعب دوري الرغبي أسترالي، ولد في 28 مارس 1938، وتوفي في 19 يونيو 2015 في كانبرا في أستراليا.